# Григорян, Рубен Арамаисович
Рубе́н Арамаи́сович Григоря́н (арм. Ռուբեն Արամայիսի Գրիգորյան; 11 [24] ноября 1917, Карс — 25 ноября 1976, Москва) — советский горный инженер. Герой Социалистического Труда (1966). Лауреат Ленинской (1959) и Сталинской премий (1951). Директор Прикаспийского горно-металлургического комбината Министерства среднего машиностроения СССР (1961—1970), заместитель директора Института теоретической и экспериментальной физики имени А. И. Алиханова (1970—1976).

## Биография
Рубен Арамаисович Григорян родился 11 (24) ноября 1917 года в городе Карс Российской империи в семье врача-хирурга. По национальности — армянин.
В 1934 году окончил рабфак. В 1940 году окончил Московский государственный горный университет, получив специальность горного инженера.
В 1940—1941 годах работал начальником участка на комбинате «Североникель» в городе Мончегорск, в 1940—1947 годах — начальником участка рудоуправления в Мурманской области. Член ВКП(б)/КПСС с 1944 года. Семь лет работал на полиметаллическом руднике «Умальтинский» Хабаровского края. В 1947 году был направлен в Чехословакию на работу в урановых рудниках Яхимова. Рубен Григорян был назначен главным инженером рудника Ровност, который через несколько месяцев начал отгрузку богатых руд.
После четырёх лет работы в Чехословакии он был отозван в Советский Союз для участия в создании нового крупного уранового комбината в Криворожском железорудном бассейне на базе рудников «Первый Май» и «Жёлтая река» (Днепропетровская область Украинской ССР). Рубен Григорян был назначен заместителем главного инженера рудника «Первый Май», а в 1952 году стал его директором. При его участии были созданы новые система и техника подземной (рудник «Первого Мая») и открытой добычи (карьер месторождения «Меловое») урановых руд.
В 1961 году Рубен Григорян был назначен директором Прикаспийского горно-металлургического комбината Министерства среднего машиностроения СССР в городе Шевченко Казахской ССР (ныне город Актау). Одной из сложных проблем комбината являлось разделение руководства эксплуатацией рудников и строительством инфраструктуры соцгорода, комплексов поверхности шахт и других сооружений. Под руководством Рубена Григоряна это обстоятельство было устранено.
Указом Президиума Верховного Совета СССР от 29 июля 1966 года за выдающиеся заслуги в выполнении планов 1959—1965 годов и создании новой техники Рубену Арамаисовичу Григоряну было присвоено звание Героя Социалистического Труда с вручением ордена Ленина и золотой медали «Серп и Молот».
В 1961—1970 годах Рубен Арамаисович Григорян избирался кандидатом в члены ЦК КП Казахстана, в 1963—1971 годах — депутатом Верховного Совета Казахской ССР VI—VII созывов.
Переехав в Москву, с 1970 года Рубен Григорян был заместителем директора Института теоретической и экспериментальной физики имени А. И. Алиханова. Он принимал участие в работах по созданию первой многоцелевой АЭС в СССР на Прикаспийском горно-металлургическом комбинате, которые были завершены в июле 1973 года.
Рубен Арамаисович Григорян скончался 25 ноября 1976 года в Москве. Похоронен на Кунцевском кладбище в Москве.

## Награды и звания
- Герой Социалистического Труда (Указ Президиума Верховного Совета СССР от 29 июля 1966 года, орден Ленина и медаль «Серп и Молот») — за выдающиеся заслуги в выполнении планов 1959—1965 годов и создании новой техники[5][4].
- Орден Ленина (7.03.1962)[5].
- Два ордена Трудового Красного Знамени (8.12.1951, 4.01.1954)[5].
- Медаль «В ознаменование 100-летия со дня рождения Владимира Ильича Ленина» (1970)[4].
- Медаль «Двадцать лет победы в Великой Отечественной войне» (1965)[4].
- Медаль «За доблестный труд в Великой Отечественной войне»[4].
- Сталинская премия (1951)[3].
- Ленинская премия (1959) — за работы в области физики[6][3].
- Почётный гражданин города Актау (1969)[5][7].
- Знак «Шахтёрская слава» 1-й степени[4].

## Память
В городе Актау именем Рубена Арамаисовича Григоряна названа улица и установлен памятник — бюст.
Ежегодно, в ноябре, представители армянских общин, а также ветераны труда городов Актау и Мангистау организовывают вечера памяти Рубена Арамаисовича Григоряна, приуроченные ко дню его рождения.